# Залцманис, Калвис
Калвис Залцманис (латыш. Kalvis Zalcmanis; в советских источниках указан как Калвис Петрович Залцманис; 14 декабря 1940, Мазсалаце — 6 августа 2023) — советский и латвийский кинематографист. Снял более 50 документальных фильмов и 400 кинохроник. Лауреат Государственной премии СССР в области литературы, искусства и архитектуры (1988) и премии «Большой Кристапс». Офицер ордена Трёх звёзд.

## Биография
Карлис Залцманис родился 14 декабря 1940 года в Мазсалаце, учился в Мазсалацской средней школе. В 1971 году окончил Московский Государственный институт кинематографии. В 1988 году лауреат Государственной премии СССР в области литературы, искусства и архитектуры за операторскую работу документального фильма «Легко ли быть молодым?» (1987) производства Рижской киностудии. С 1994 по 2004 год Залцманис работал в Латвийской академии культуры, где создал и руководил программой теле- и видеооператорского искусства. В 1998 году избран профессором. В 2020 году получил премию «Большой Кристапс» за жизненные достижения. В 2001 году награждён высшей государственной наградой Латвии — офицерским крестом ордена Трёх звёзд.
На Рижской констудии Калвис Залцманис сотрудничал с такими режиссерами, как Герц Франк, Улдис Браунс, Ансис Эпнерс, Юрис Подниекс и др. Наиболее известными фильмами, в которых выступил в качестве оператора, являются «Mūžs» (1972), «Esības prieks» (1974), «Лето мотоциклистов» (1974), «Ceļojums uz zemi» (1977), «Četri meklē miljonu» (1979), «Легко ли быть молодым?» (1986), «Es esmu latvietis» (1990).
Умер 6 августа 2023 года в возрасте 82 лет.